# Boreray (Hèbrides Exteriors)
|  | Per a altres significats, vegeu «Boreray (Saint Kilda)». |

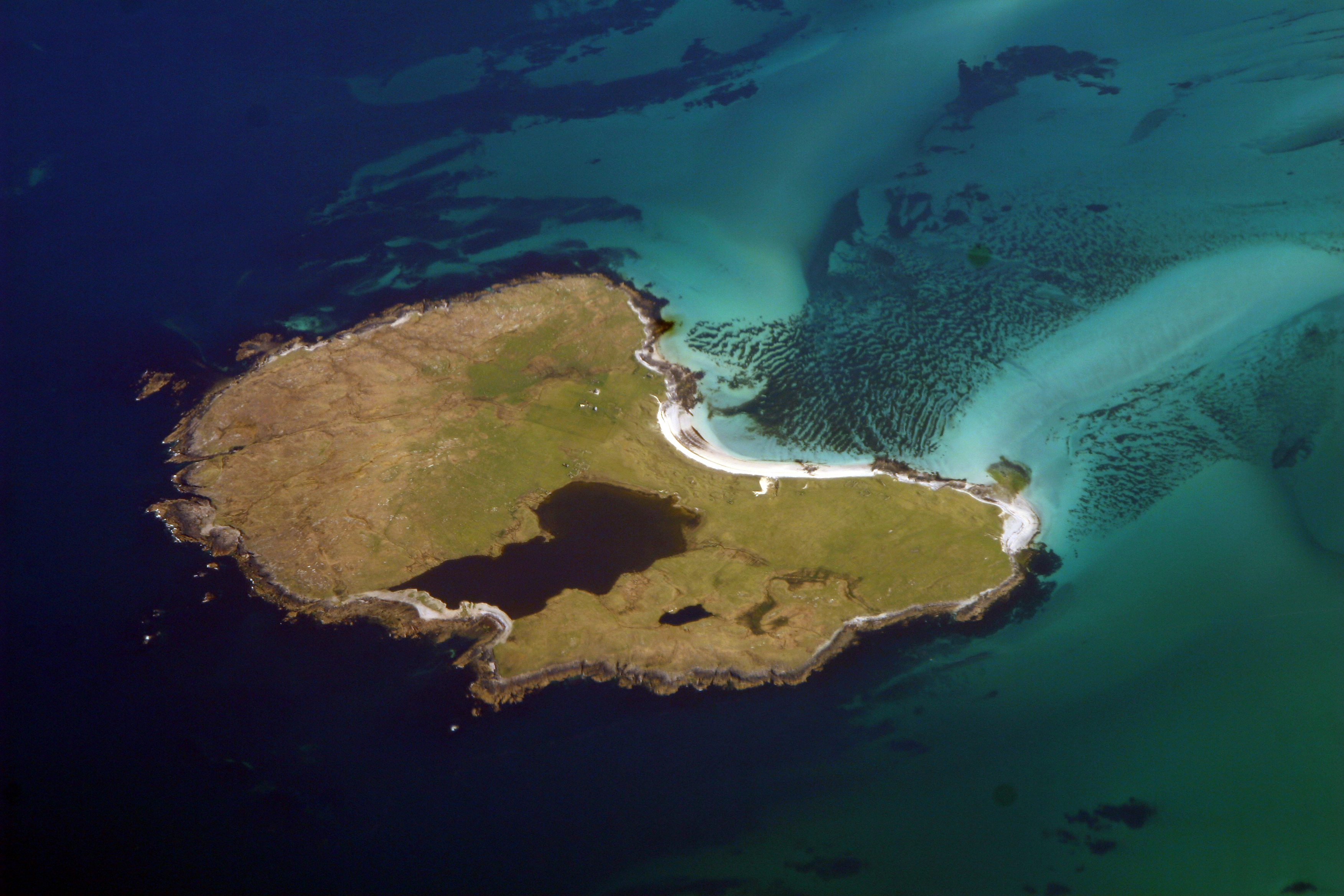
L'illa de Boreray.

Boreray (gaèlic escocès: Boraraigh) és una illa de les Hèbrides Exteriors, a Escòcia, situada a 2 km al nord de North Uist. Ocupa una superfície de 198 hectàrees i té com alçada màxima el Mullach Mòr amb 56 msnm.).
L'illa va ser ocupada des de temps prehistòrics i al llarg del segle xix va albergar una població de més de 100 habitants, però en 1923 l'illa va ser evacuada a petició dels illencs. Una família va romandre a Boreray, però la va abandonar en els anys 60.
El nord de l'illa és muntanyosa i està dominada pel Mullach Mòr. L'única àrea cultivable i els edificis estan situats al nord-est de l'illa. El nord se separa en gran part de la meitat sud més pla pel Loch Mòr ("gran llac") i una franja de dunes de sorra. Els drets de pasturatge per a l'illa s'arrenden als petits agricultors de la propera illa de Berneray.